# زمین‌لرزه ۱۹۲۵ چین
زمین‌لرزه چین  در تاریخ ۱۶ مارس ۱۹۲۵ میلادی، برابر با ‎۲۵ اسفند ۱۳۰۳، ساعت ۱۴:۴۲:۱۸ به زمان یوتی‌سی در چین رخ داد. ژرفای این زلزله ۲۵ کیلومتر بود. بزرگی آن ۷ در مقیاس Ms اعلام شده‌است. زمین‌لرزه به وقت محلی در روز دوشنبه، ساعت ۲۲ روی داده و منطقه زمانی آن یوتی‌سی +۸ بوده‌است .
سازمان زمین‌شناسی آمریکا نیز جای این زمین‌لرزه را در مختصات ۲۵°۴۲′شمالی ۱۰۰°۲۴′شرقی / ۲۵٫۷°شمالی ۱۰۰٫۴°شرقی و بزرگی آنرا برابر با ۷ در مقیاس ریشتر اعلام کرده‌است. ژرفای گزارش شده از سوی این سازمان ۲۶ کیلومتر می‌باشد.
شمار کشتگان زلزله حدود ۵۸۰۸ نفر بوده‌است.تعداد زخمیان ۸۳۰۳ نفر برآورده شده‌است.